# Центры по контролю и профилактике заболеваний США
Центры по контролю и профилактике заболеваний США (англ. Centers for Disease Control and Prevention, CDC, ЦКЗ США) — федеральное агентство министерства здравоохранения США, созданное в 1946 году для обеспечения охраны здоровья и безопасности с помощью предоставления информации для улучшения решений в области здравоохранения[прояснить]. Штаб-квартира ЦКЗ расположена в Друид-Хиллз (Druid Hills, штат Джорджия) рядом с кампусом Университета Эмори, к северо-западу от центра Атланты.

## История
В 1946 году в США при Департаменте общественного здоровья (U.S. Public Health Service) было создано подразделение, названное Центром по контролю за эпидемическими заболеваниями (Communicable Disease Center). Центр занимал один из этажей офисного здания в Атланте (штат Джорджия). В то время Джорджия представляла собой очаг заболеваемости малярией в США, и поэтому неудивительно, что основной задачей нового подразделения была эрадикация (искоренение) этого заболевания в стране. В то время CDC выполнял роль, аналогичную советской санэпидстанции — сотрудники ходили по домам и распыляли инсектицид; таким образом с помощью ДДТ было обработано свыше 6,5 млн домов.
Помимо малярии Центр занимался профилактикой брюшного тифа, наносившего большой ущерб армии США того времени.
Основатель CDC, Джозеф Маунтин, занимал активную позицию в распространении деятельности CDC на решение других актуальных проблем.
В 1947 году CDC приобрёл 61 тыс. м² у университета Эмори.
В 1957 подразделение Департамента общественного здоровья, занимавшееся контролем за венерологическими инфекциями (Venereal Disease Division), было интегрировано в CDC. В 1960 году к CDC был присоединён Центр по контролю за туберкулёзом.
В 1963 году CDC создало программу по вакцинопрофилактике населения, позволившую охватить широкие слои населения США прививками против важнейших в то время эпидемических заболеваний, включая, в частности, полиомиелит.
В 1970 году организация была переименована в Центр по контролю за заболеваниями (Center for Disease Control), а своё полное сегодняшнее название CDC получили 27 октября 1992 года, когда Конгресс США дополнил его словом «prevention» (англ. профилактика, предотвращение).
В настоящее время полномочия CDC значительно расширились, охватывая, помимо эпидемически значимых инфекций, хронические заболевания, вопросы инвалидности, профпатологию, проблемы здоровья, связанные с загрязнением окружающей среды и даже угрозы биотерроризма. CDC играет существенную роль в мире в изучении и профилактике патологии новорождённых, лихорадки Западного Нила, ожирения и новейших эпидемических инфекций — таких, как птичий и «свиной» грипп.
В последнее десятилетие агентство играло важную роль в борьбе США с распространением штамма гриппа A/Калифорния/H1N1.

## Структура
- Координационный центр по здравоохранению в аспекте окружающей среды и травматизма (CCEHIP)[9]
  - Национальный центр по здравоохранению в аспекте окружающей среды (NCEH)
  - Агентство по токсическим веществам и регистрации заболеваний
  - Национальный центр по контролю и предупреждению травматизма (NCIPC)
- Координационный центр по информации в здравоохранении (CCHIS)
  - Национальный центр маркетинга в здравоохранении (NCHM)
  - Национальный центр статистики здравоохранения (NCHS)
  - Национальный центр по связям с общественностью в области здравоохранения (NCPHI)
- Координационный центр по пропаганде здорового образа жизни (CCHP)
  - Национальный центр по профилактике хронических заболеваний и пропаганде здорового образа жизни (NCCDPHP)
- Координационный центр по инфекционным заболеваниям (CCID)
  - Национальный центр по иммунопрофилактике и надзору за респираторными инфекциями (NCIRD)
  - Национальный центр по ВИЧ/СПИДу, вирусным гепатитам, ИППП, и профилактике туберкулёза (NCHHSTP)
  - Национальный центр по зоонозным, трансмиссивным и кишечным инфекциям (NCZVED)
  - Национальный центр по подготовке, выявлению и контролю за инфекционными заболеваниями (NCPDCID)
- Координационный офис по глобальным вопросам здравоохранения (COGH)
- Координационный центр по реагированию на терроризм (COTPER)
  - Национальный институт по промышленной безопасности и здоровью (NIOSH)

## Руководители
С июля 2017 года обязанности директора CDC исполняла Бренда Фицджеральд. В январе 2018 года она покинула пост по собственному желанию, в связи с приобретением ей акций одной из крупнейших табачных компаний в мире, что противоречит одной из основных задач CDC — снижению уровня потребления табака.
В марте 2018 на пост руководителя CDC Администрацией президента США была выдвинута кандидатура Роберта Редфилда, профессора института вирусологии человека при медицинской школе университета Мэриленд
Бюджет CDC на 2009 год — 8,8 млрд долларов, штат — около 15 000 человек.